# Photonectes gracilis
Photonectes gracilis es una especie de pez de la familia Stomiidae en el orden de los Stomiiformes.

## Morfología
Los machos pueden llegar alcanzar los 20,8 cm de longitud total.

## Hábitat
Es un pez de mar y de aguas profundas que vive hasta 850 m de profundidad.

## Distribución geográfica
Se encuentra en Australia (Australia Occidental y Queensland) la Martinica y Surinam.